# 黑銀眼鯛科
黑銀眼鯛科（學名：Diretmidae）是輻鰭魚綱燧鲷目的其中一科。

## 分類
黑銀眼鯛科下分3個屬，如下：
- Diretmichthys屬
  - 黑擬銀眼鯛（Diretmichthys parini）
- 擬銀眼鯛屬（Diretmoides）
  - 短鰭擬銀眼鯛（Diretmoides pauciradiatus）
  - 維里擬銀眼鯛（Diretmoides veriginae）
- 銀眼鯛屬（Diretmus）
  - 黑銀眼鯛（Diretmus argenteus）。